# Rio Una (vattendrag i Brasilien, Rio de Janeiro)
Rio Una är ett vattendrag i Brasilien.   Det ligger i delstaten Rio de Janeiro, i den sydöstra delen av landet, 1 000 km sydost om huvudstaden Brasília.
Runt Rio Una är det tätbefolkat, med 319 invånare per kvadratkilometer.